# Welfenmausoleum

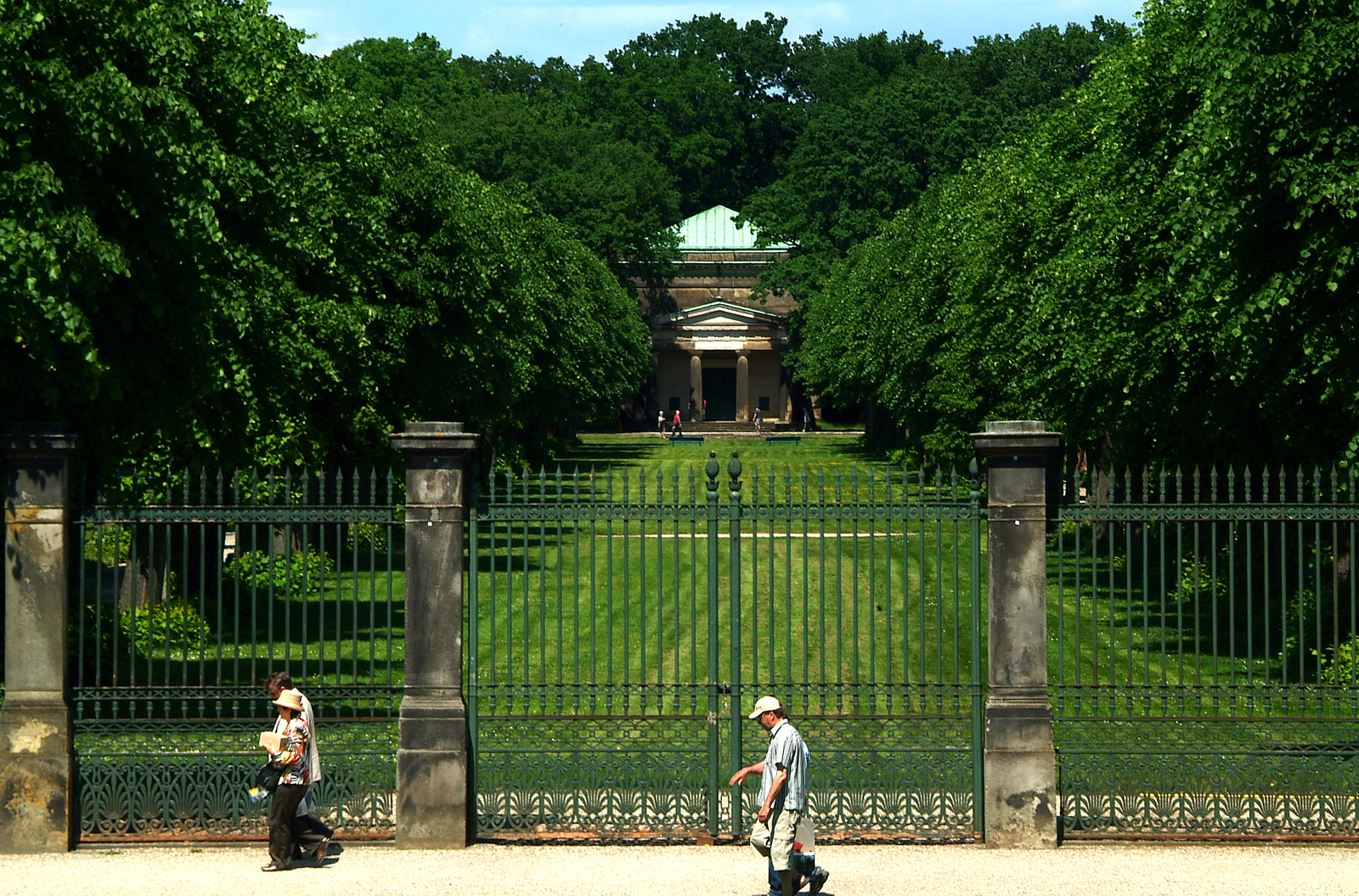
Das Gelände vom Eisengitter über die Zufahrt durch die Lindenallee von 1726 bis zum Mausoleum ist Eigentum der Welfen

Das Welfenmausoleum in Hannover ist eine denkmalgeschützte Grablege zahlreicher Persönlichkeiten aus dem Adelsgeschlecht der Welfen. Standort des Mausoleums ist der Berggarten im Stadtteil Herrenhausen.

## Geschichte
Unmittelbar nach dem Tod von Königin Friederike von Hannover am 29. Juni 1841 gab ihr Gemahl König Ernst August an seinen Oberhofbaurat Georg Ludwig Friedrich Laves am 1. Juli des Jahrs den Auftrag, Pläne für ein Mausoleum zu entwerfen und einen Vorschlag zum Ort seiner Errichtung vorzuschlagen. Dem König selbst erschien ein Platz im Großen Garten, „hinter der Orangerie“, am geeignetsten.
Nur gut sechs Wochen später legte Laves dem König zwei Konzepte vor, darunter „eine Art von Tempelchen [... im] ägyptischen Baustil“. Für seine Aufstellung schlägt er anstelle des Großen Gartens den Ankauf einiger Morgen Land vor am Ende der schönen „Lindenallee gerade der vorderen Facade des Herrenhäuser Schlosses gegenüber“, wo sich das Mausoleum durch Anpflanzung verstecken ließe oder auch als Point-de-vue vom Schloss aus gelten könnte.

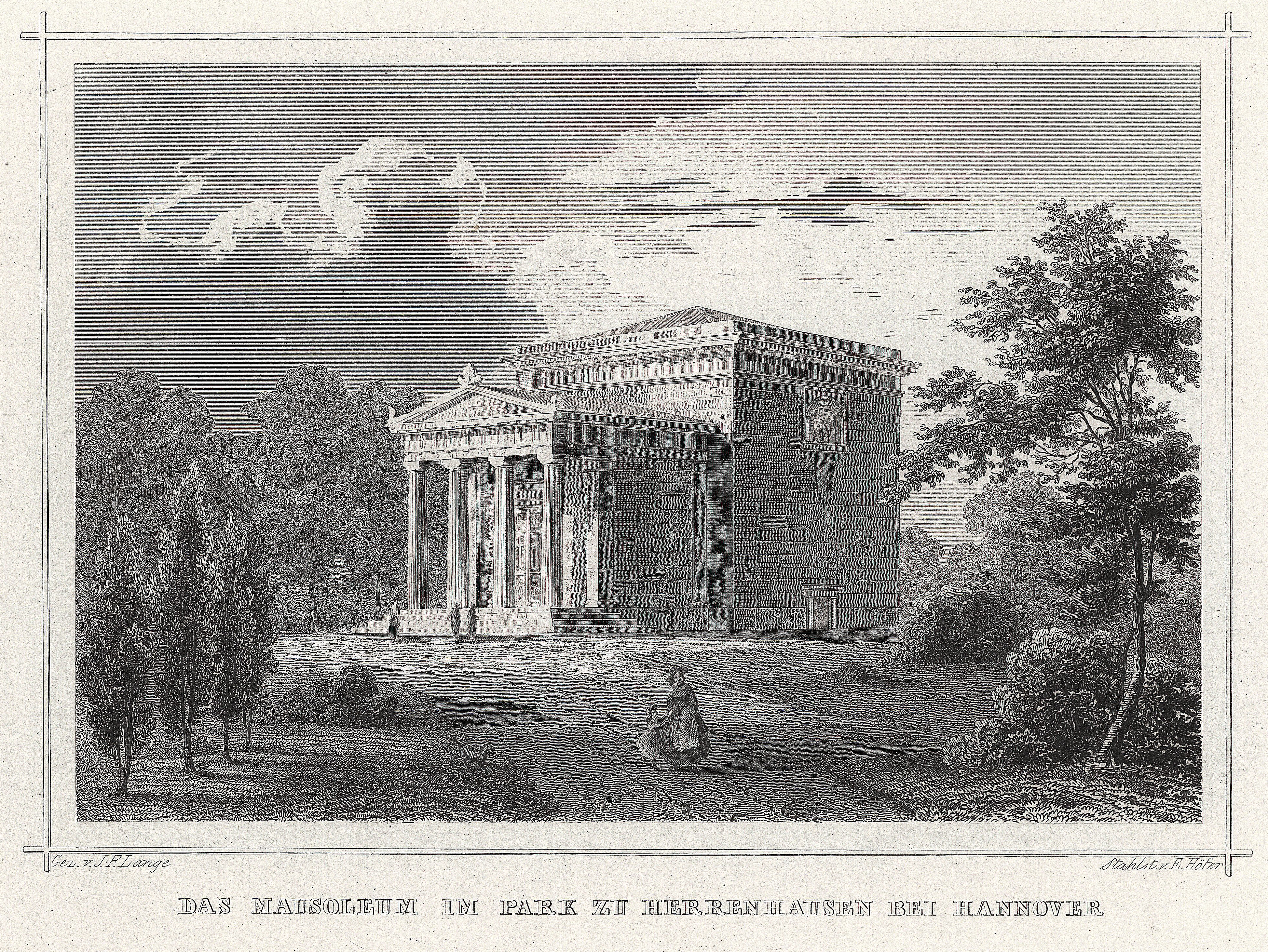
„Das Mausoleum im Park zu Herrenhausen bei Hannover“ um 1858;
Stahlstich von E. Höfer nach J. F. Lange

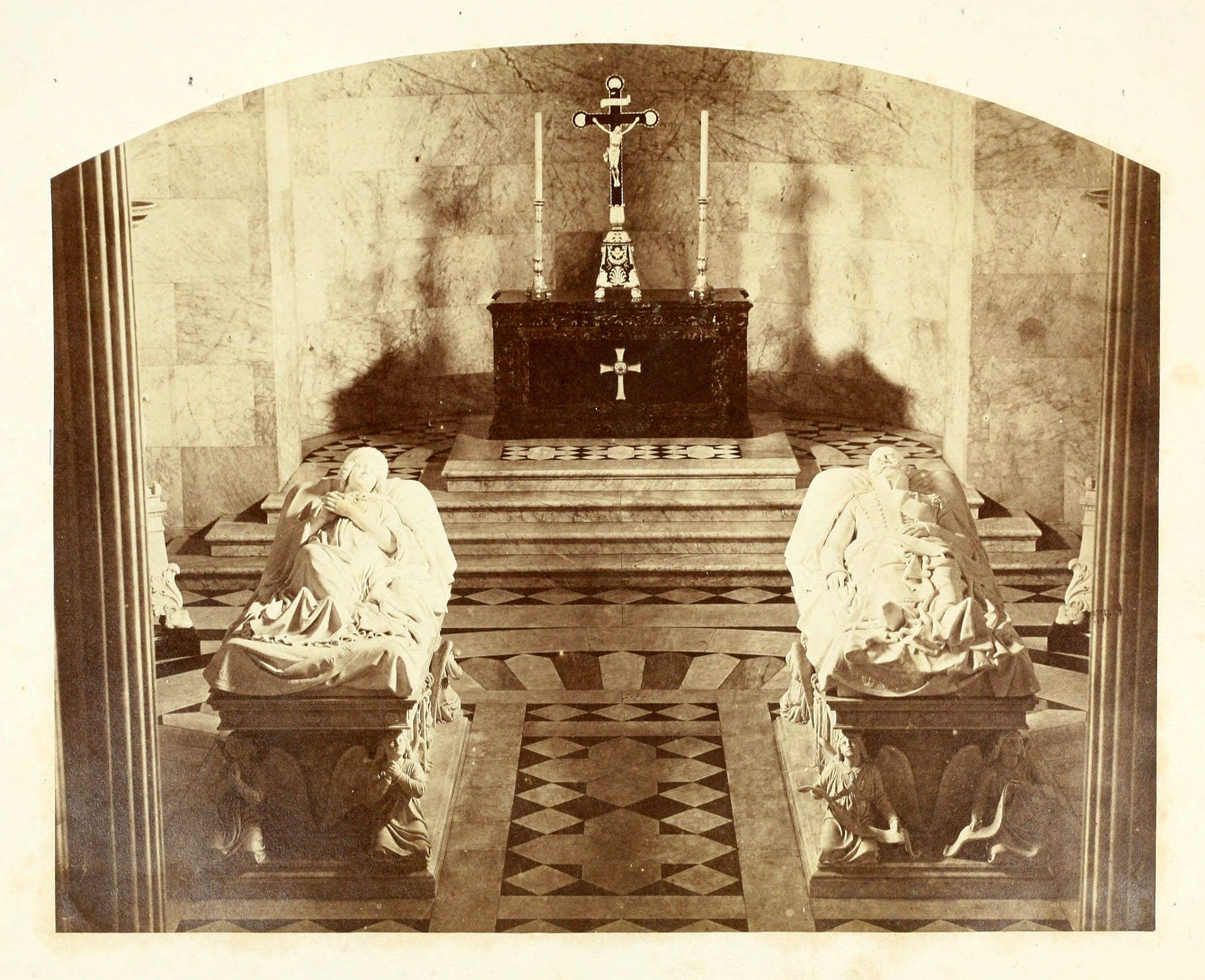
Blick in das Welfenmausoleum mit den Sarkophagen von Königin Friederike und König Ernst August;
um 1861, Foto von Wilhelm August Degèle in dem anlässlich der Einweihung des Ernst-August-Denkmals entstandenen Ernst August Album in Klindworth’s Verlag.

Trotz der Eile, zu der der König Laves und den ausführenden Architekten Hofbauinspektor Georg Schuster stets drängte, kam es durch Verzögerungen erst ab Mai 1842 zum Baubeginn eines dritten, „dorischen“ Entwurfes an der vorgeschlagenen Stelle. Rund um den gefundenen Standort war nun der Hofgarteninspektor Heinrich Ludolph Wendland für die Außenanlagen zuständig; noch während der Bauarbeiten für das Mausoleum entstand so die endgültige Ausdehnung des Berggartens auf hinzugekauftem Gelände.
Inzwischen war es gelungen, Christian Daniel Rauch, der in Charlottenburg zuvor das Grabmal für die königliche Schwester Luise geschaffen hatte, auch als Bildhauer für das Grabmal von Königin Friederike zu gewinnen. Der dritte, „dorische“ Entwurf von Laves orientierte sich daher offenbar an der in Charlottenburg durch den Architekten Karl Friedrich Schinkel gefundenen Lösung mit dem Mausoleum im Schlosspark Charlottenburg, wie Zeichnungen im Nachlass von Laves nahelegen.
Insgesamt war Laves von 1842 bis 1847 mit dem Bau des Welfenmausoleums beschäftigt.

## Baubeschreibung

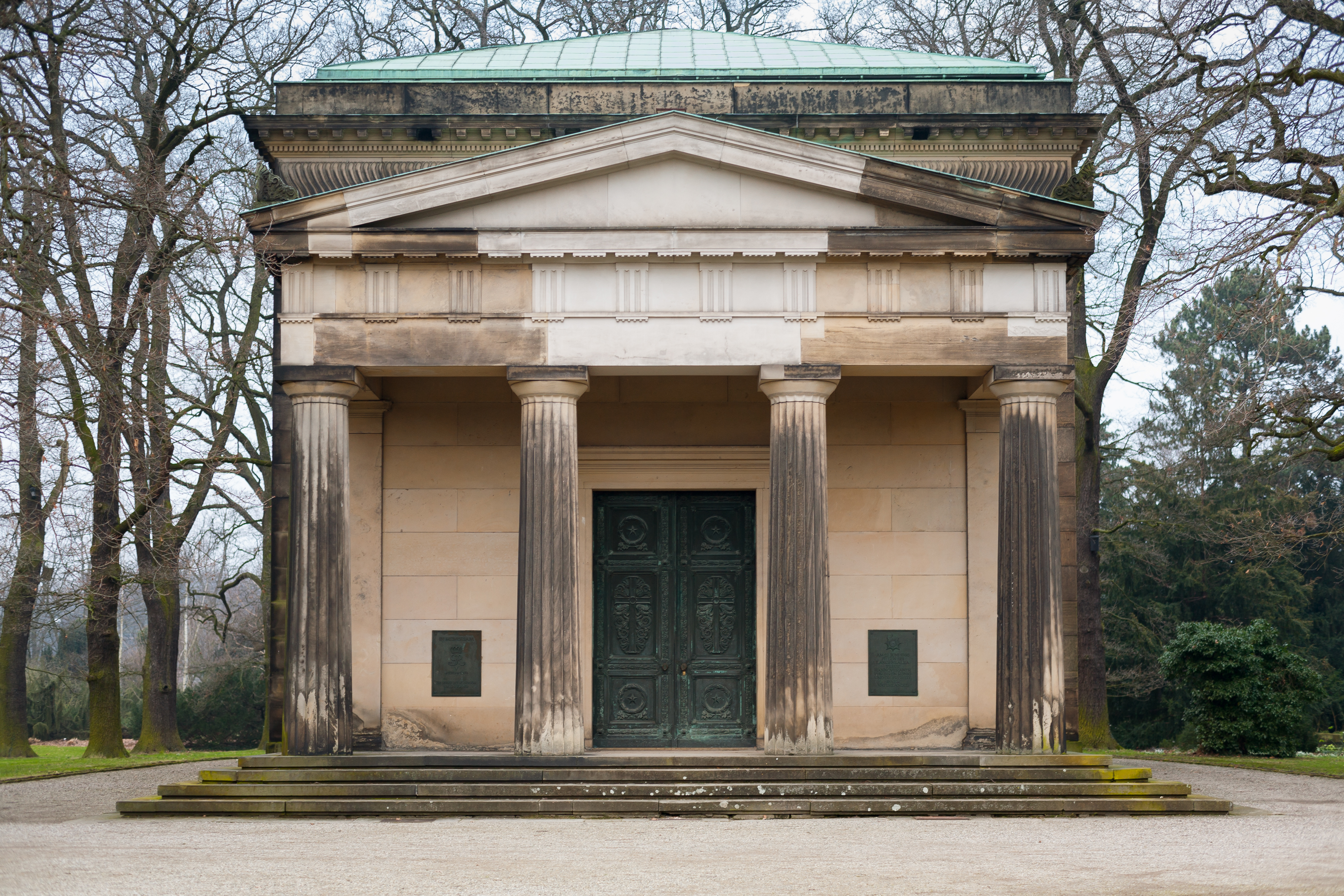
Das Mausoleum aus der Nähe

Nachdem auch König Ernst August I. gestorben war und sein Grabmal ebenfalls im Welfenmausoleum aufgestellt war, gab der Architekt Georg Schuster 1855 folgende Baubeschreibung ab:

„... das Gebäude [besteht] aus einer Vorhalle mit dorischem Portikus, einem quadratischen Mittelbau und einer an der Nordseite diesem vorgelegten halbkreisförmigen Altarnische. Von der Vorhalle aus führt eine Treppe in die zur Aufnahme der Särge bestimmte Gruft; auf zwei Treppen gelangt man in die obere Halle, in deren Mitte die Grabdenkmale des Königs und der Königin aufgestellt sind. In der Nische steht ein einfacher Altartisch mit Kruzifix und zwei Altarleuchtern.“

Anders als die in Charlottenburg 1828 erfolgte Erneuerung in „vaterländischem“ Granit wurde die Außenhülle des Welfenmausoleums in Sandstein ausgeführt. Dagegen bestehen

„die Treppen der Vorhalle, die korinthischen Säulen und Pilaster der oberen Halle, ihr Gebälk und die Wandgesimse [...] aus weißem karrarischen Marmor; die Wände sind vom Fußboden bis unter das Architrav mit eben solchen Platten bekleidet, welche wie der ersteren Theile zur Vermeidung von störendem Reflexlicht nur halb geschliffen werden.“

Ursprünglich sollten das Tonnengewölbe und die Kuppel in Backstein gewölbt werden; wegen der vom König befohlenen „ganz außergewöhnlichen Eile“ griff man jedoch auf Holz zurück und verkleidete in weißem Stuckmarmor.

## Der Eichenhain
Rund um das Welfenmausoleum wurde ein U-förmiger Hain aus Stieleichen angelegt, die aus dem 18. Jahrhundert stammen.
Schon während der Bauarbeiten für das Mausoleum hatte der König seinen Hofgarteninspector Heinrich Ludolph Wendland ab 1843 mit der Ausgestaltung des hinzugewonnenen Gartenareals beauftragt. Als Umrahmung der Grabstätte mit Stieleichen ist die Weisung des Königs überliefert: „Pflanzen Sie die Bäume aber so groß wie möglich, und nehmen Sie die Bäume, wo Sie welche finden“. So gelang Schuster die aufsehenerregende Verpflanzung von 36 Eichen, die bereits 60 Jahre alt waren, ohne größeren Schaden für die Bäume: Nachdem schon im Winter zuvor die Wurzelballen der Bäume im nördlich gelegenen Cananohe umstochen worden waren, kamen 1844/45 die Stieleichen auf eigens dafür konstruierten Wagen und mit der Zugkraft von 16 Pferden an ihren Bestimmungsort. Zuvor waren auf der Fahrtroute andere Bäume gestutzt und Brücken verstärkt worden, „um die kostbare Fracht“ unbeschadet ans Ziel zu bringen. Nicht zuletzt für diese erfolgreichen Aktionen, die sich bis 1846 hinzogen, erhielt Wendland besondere Anerkennung, unter anderem von dem in solchen Fragen erfahrenen Fürst Pückler.
Im Frühjahr blühen unter den mächtigen Baumkronen der nun mehr als 200 Jahre alten Stieleichen Frühblüher wie der Schneestolz Chionodoxa luciliae und Zwerg-Narzissen (narcissus nanus).

## Ruhestätte der Familie
Unten in der Gruft des Welfenmausoleums wurden die Särge des Königspaares untergebracht, ihre Sarkophage jedoch oben in der Grabkapelle:
- Den Sarkophag für die 1841 verstorbene Königin Friederike schuf der Bildhauer Christian Daniel Rauch in dreijähriger Arbeit von 1844 bis 1847.[9]
- Nachdem König Ernst August am 18. November 1851 gestorben war, wurde er zunächst im Leineschloss aufgebahrt, bevor er am 25. des Monats in das Mausoleum überführt wurde. In großer Zahl nahmen die Einwohner der Stadt Abschied von dem Verstorbenen: „Sie hatten dem greisen Monarchen in seinen letzten Lebensjahren Respekt und Verehrung entgegengebracht und vor allem seine Kompromissbereitschaft während der kritischen Tage der Märzrevolution zu würdigen gewußt“.[10] Der Sarkophag des Königs stammt ebenfalls aus der Werkstatt von Rauch und wurde 1852 bis 1855 von seinen Schülern Albert Wolff und dem Hannoveraner Heinrich Hesemann geschaffen,[9] die zwischen 1856 und 1861 in ähnlicher Kooperation auch das Ernst-August-Denkmal vor dem Hauptbahnhof schufen.[11]

Nach dem Tod des letzten regierenden Monarchen aus dem Hause der Welfen, Ernst August von Hannover (III.), Herzog von Braunschweig, Herzog zu Braunschweig und Lüneburg, Prinz von Hannover, wurde am 6. Februar 1953 eine Trauerfeier für den Verstorbenen in der Marktkirche gehalten, der Leichnam zum Berggarten überführt und vor dem Mausoleum begraben.
Im Zweiten Weltkrieg war das Leineschloss, in dem die Nationalsozialisten unter anderem das Flugwachkommando der Wehrmacht und Dienststellen der Luftwaffe untergebracht hatten, während der Luftangriffe auf Hannover am 27. Juli 1943 bis auf den Kammerflügel zerstört worden. Nach dem Zweiten Weltkrieg waren die verbliebenen Schlossmauern für den Bau des Niedersächsischen Landtages vorgesehen, und so wurden am 5. Dezember 1957 aus der Fürstengruft der Schlossruine insgesamt 11 weitere Sarkophage und Grabsteine in das Welfenmausoleum überführt, darunter
- Bruno (1303–1306), Sohn von Albrecht II. Herzog zu Braunschweig-Wolfenbüttel-Göttingen,[15]
- Johann Friedrich (1625–1679), Herzog zu Braunschweig-Lüneburg,[8]
- Anna Sophie (1670–1672), Prinzessin von Braunschweig-Lüneburg; die älteste Tochter von Herzog Johann Friedrich starb noch im Kleinkindalter[16]
- Kurfürst Ernst August (1629–1698), Kurfürstentum Braunschweig-Lüneburg,[8]
- Kurfürstin Sophie von Hannover, Prinzessin von der Pfalz (1630–1714),[8]König Georg I, von Großbritannien und Irland sowie Kurfürst von Hanover

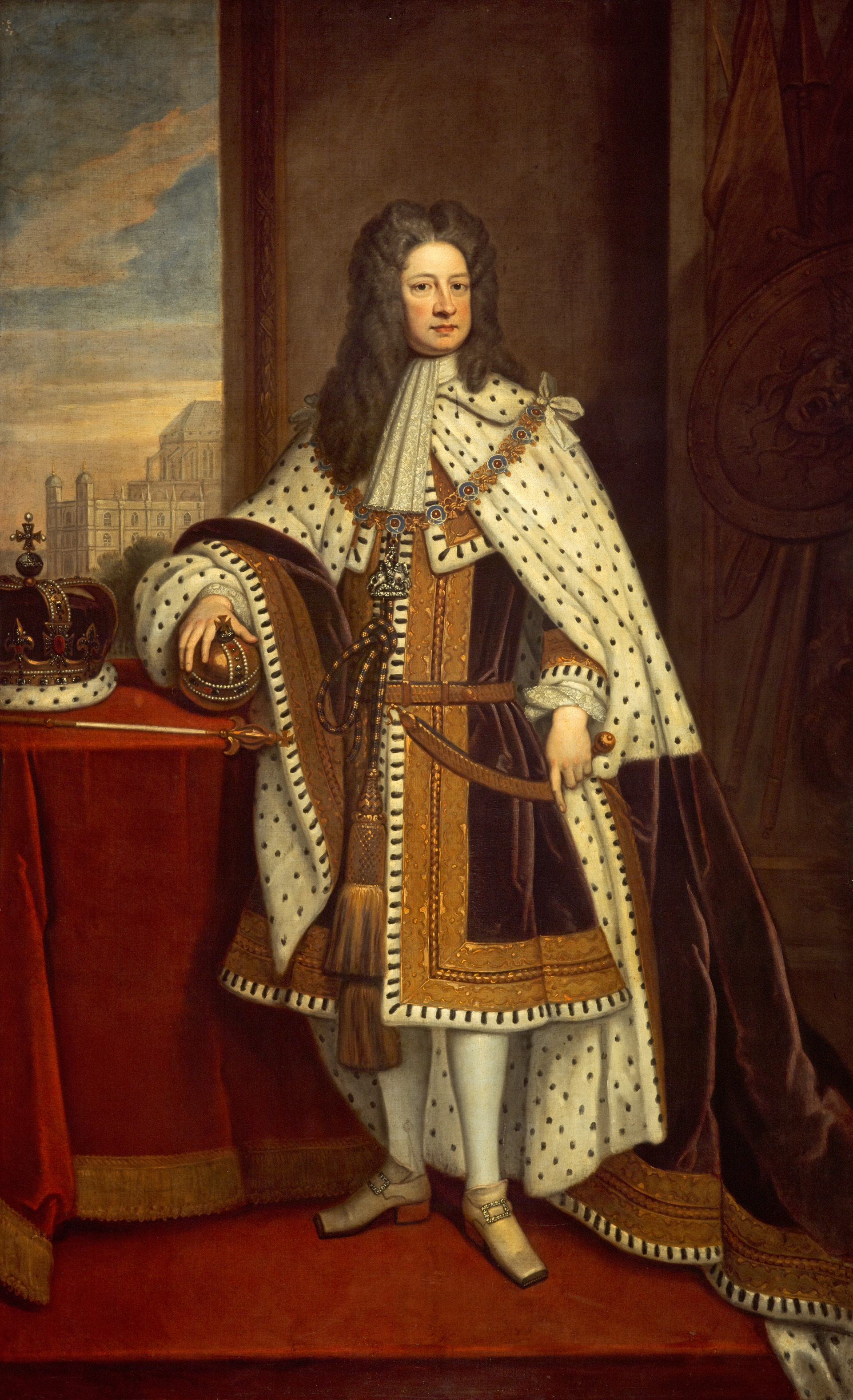
König Georg I, von Großbritannien und Irland sowie Kurfürst von Hanover

- Kurfürst Georg I. (1660–1727), König von Großbritannien und Irland.[8]

- Ernst August (1674–1728), Fürstbischof von Osnabrück, Duke of York and Albany, jüngster Bruder von König Georg I.[16]
- Charlotte (1819–1819), Princessin von Clarence, Tochter der Herzogs Wilhelm von Clarence, der später als Wilhelm IV. König des Vereinigten Königreichs von Großbritannien und Irland und König von Hannover war[16]
- Marie Friederike zu Solms-Braunfels (1833–1845); die Enkelin von Königin Friederike von Hannover starb noch im Kindesalter[16]

Am 11. Dezember 1980 wurde schließlich die im Alter von 88 Jahren verstorbene Viktoria Luise von Preußen, einzige Tochter von Kaiserin Auguste Viktoria und Kaiser Wilhelm II., ebenfalls vor dem Welfenmausoleum beigesetzt an der Seite ihres Ehemannes.

## Medienecho (Auswahl)
- Tobias Kleinschmidt: Gedenkstunde / Einblicke ins schönste Mausoleum Hannovers ..., in: Hannoversche Allgemeine Zeitung vom 21. September 2014